# Слободан Шкеровић (уметник)
Слободан Шкеровић (Београд, 27. септембар 1954) српски је сликар, песник, прозаиста, есејиста и уредник. Један је од најзначајнијих песника београдског Новог таласа и стваралаца данашњег сигнализма.

## Биографија
Студирао сликарство на Факултету примењених уметности у Београду и Kunstakademie у Диселдорфу. Члан је Удружења ликовних уметника Србије од 1996. године, члан Удружења књижевника Србије од 2008, а Удружења стрипских уметника Србије од 2010.
Песме и текстове објављује од 1976. (Хаику, Студент, Видици, Књижевна Реч, Кораци, Стварање. Сигнал, Руковет, Савременик, Књижевне новине ...) Уредник у Студенту и Видицима 1980-1982. Био је краће време стрипски сценариста и члан београдске „Туш групе“.
Студијски је путовао у бројне градове, укључујући и: Берлин, Минхен, Келн, Диселдорф, Амстердам, Париз, Лондон, Милано, Венеција, Праг, Будимпешта, Москва, Лењинград, Софија, Истанбул, Атина, Крит, Сри Ланку.
Као аутор и уредник активно учествује у сигналистичком покрету од 2001. године и у „Пројекту Растко“ од 2007.
Књижевни опус му одликују дужи поетски облици, као и интензивно разматрање односа традиционалне духовности и високе технологије, како у песмама, тако и у есејима и научнофантастичној прози.
Добитник је Награде „Лазар Комарчић“ за најбољу домаћу причу објављену 2006. („Блер Алфа“)

## Самосталне изложбе
- 1988. - Београд, галерија НУ „Браћа Стаменковић“ - слике
- 1992. - Београд, галерија „Сунце“ - слике
- 1994. - Београд, галерија „Палета“ (КЦБ) - слике
- 1996. - Београд, „Кућа Ђуре Јакшића“, Скадарлија - слике
- 1996. - Београд, галерија НУ „Браћа Стаменковић“ - минијатуре

## Групне изложбе
- 1992. - Ковин, Октобарски ликовни салон
- 1996. - Београд, НУ „Браћа Стаменковић“, „Еротика“
- 1996. - Београд, галерија „Косанчићев венац“, пејзаж
- 1996. - Београд, галерија УЛУС, „Нови чланови“
- 2002. – Солун, „1st Interbalkan Forum of Contemporary Miniature Art“

## Књиге
- Поклон (поема) на сингл-плочи, Видици, бр. 3. 1980, стр. Б (страна А: ВИС „Идоли“, песме „Помоћ, помоћ“ и „Ретко те виђам с девојкама“)
- Речник Технологије, Видици, специјални број, један од аутора, бр. 1-2, 1981.
- Срца (збирка песама), Супернова. .
- Индиго (збирка песама), Библиотека Сигнал. ; COBISS.SR-ID 120854284.
- Све боје Арктуруса (експериментална проза), Светске свеске Београдске мануфактуре снова. , COBISS.SR-ID 132078348.
- Химера или Борг (есеји), Златна едиција, Тардис. .
- Црна кутија (поезија), Тардис. .
- Загрљена деца (поезија), Тардис. .
- Стрипови које смо волели: Избор стрипова и стваралаца са простора бивше Југославије у XX веку (критички лексикон), аутори и приређивачи Живојин Тамбурић, Здравко Зупан и Зоран Стефановић, „Омнибус“, Београд Лексикон садржи и Шкеровићеве критике југословенског стрипа. 2011.  978-86-87071-03-2..
- Шаманијада (роман), едиција „Знак Сагите“, књига 59, „Еверест Медиа“. .
- Тамна страна силе (роман), едиција „Знак Сагите“, књига 69, „Еверест Медиа“. .
- Јерихон, Јерихон и поеме Крома и Смрт паперја (песме), библиотека „Сигнал“, „Еверест Медиа“. .
- Земљофобија (поетски роман), библиотека „Сигнал“, „Еверест Медиа“. .
- Невидљиви Марс (поетски роман), библиотека „Сигнал“, „Еверест Медиа“. .
- Вулканска филозофија (есеји), библиотека „Сигнал“, „Еверест Медиа“. .
- Дроздови у Паклу (песме), библиотека „Сигнал“, „Еверест Медиа“. .
- Јета: Буди се, Будни, Јерихонска мануфактура, библиотека „Сигнал“, „Еверест Медиа“.
- Пројекат Брандон: роман-поема, библиотека „Сигнал“, „Еверест Медиа“.
- Књига о Моритому: Моритомова егзегеза, библиотека „Сигнал“, „Еверест Медиа“.
- Кофер: блог роман, библиотека „Сигнал“, „Еверест Медиа“.
- Бизарни космоплов: научнофантастична хаику поема, библиотека „Сигнал“, „Еверест Медиа“.
- Поетика идеја, Појмовник, библиотека „Сигнал“, „Еверест Медиа“.